# 菲奇堡 (威斯康辛州)
亨特斯維爾（英語：Huntersville）是一個位於美國威斯康辛州戴恩縣的城市。

## 人口
根據2020年美國人口普查的數據，亨特斯維爾的面積為91.06平方千米，當中陸地面積為90.44平方千米，而水域面積為0.62平方千米。當地共有人口29609人，而人口密度為每平方千米325人。